# Empire (videojoc de 1972)
Empire és un videojoc de guerra de construcció d'imperis creat el 1972 per Peter Langston, prenent el seu nom d'un joc de taula del mateix nom a Reed College. Va ser inicialment creat per Langston en BASIC en un miniordinador HP2000 a l'Evergreen State College. Quan l'equip host va ser retirarat, el codi font del joc es va perdre. Posteriorment, altres dos autors van escriure de forma independent una nova versió del joc, ambdós nomenats Empire. En les dècades des de llavors, nombroses altres versions de Empire van ser desenvolupats per a una àmplia varietat de plataformes.
El joc es basa en torns, amb jugadors que donen comandes a la seva conveniència i en algunes versions que després executen simultàniament el servidor del joc a intervals fixats que van des d'unes poques hores fins a una vegada al dia. El mapa del joc consisteix en "sectors", que es pot designar com a agrícola, industrial, etc. Hi ha dotzenes de tipus d'unitats que requereixen una gran varietat de matèries primeres i fabricades per a la seva creació. Les partides "blitz" poden durar unes hores, les típiques uns mesos, i algunes fins a un any. Empire és considerat com un dels primers videojocs d'estratègia de la història dels videojocs.